# Christian Bernhard Albinus
Christian Bernhard Albinus (auch: Christian Bernard Albinus; um 1699 in Berlin; † 5. April 1752 in Utrecht) war ein deutscher Mediziner.

## Leben
Christian Bernhard war der Sohn des Professors an der Universität Frankfurt (Oder) Bernhard Friedrich Albinus und dessen Frau Susanna Catharina, Tochter des Frankfurter Professors der Rechtswissenschaften Thomas Siegfried Ring (1644–1707). Aus der Ehe seiner Eltern stammten vier Söhne und sieben Töchter, mit denen er aufwuchs. Zwei seiner Brüder, Frederik Bernard Albinus und Bernhard Siegfried Albinus, schlugen später ebenfalls eine Laufbahn als Mediziner ein.
Als Zwölfjährigen schrieb man ihn am 20. März 1711 in den Matrikeln der Universität Leiden ein. Hier scheint er auch vollständig seine philosophischen und medizinischen Studien absolviert zu haben.
Am 31. Juli 1722 erwarb er mit der Verteidigung des Themas de Igne den akademischen Grad eines Magisters der philosophischen Wissenschaften und promovierte am gleichen Tag mit der Verteidigung des Themas Nova tenuium hominis intestinorum descriptio zum Doktor der Medizin. Am 7. Juni 1723 wurde er von den Kuratoren der Universität Utrecht als außerordentlicher Professor der Anatomie, Medizin und Chirurgie an die dortige Akademie berufen, welches Amt er am 20. September desselben Jahres mit der Rede De anatome, prodente errores detegenti in medicis antrat.
Am 17. Januar 1724 wurde er ordentlicher Professor und 1729 Professor der praktischen Medizin. Nachdem er sich als Rektor der Alma Mater 1728/29 sowie 1741/42 auch an den organisatorischen Aufgaben der Hochschule beteiligt hatte, legte er am 30. Oktober 1747 seine Professur nieder und wurde Stadtrat in Utrecht.  Von ihm ist zudem ein Werk Specimen anatomicum (Leiden 1722) und die Rektoratsrede Over de Menschelijke Natuur en hare oorzaken (Utrecht 1741) bekannt. Zudem scheint er sich mehr den praktischen Themen seiner Zeit gewidmet zu haben.